# Districtul Vasvár
Vasvár (în maghiară Vasvári járás) este un district în județul Vas, Ungaria.
Districtul are o suprafață de 374,14 km2 și o populație de 13.623 locuitori (2013).